# Schody przedsionka

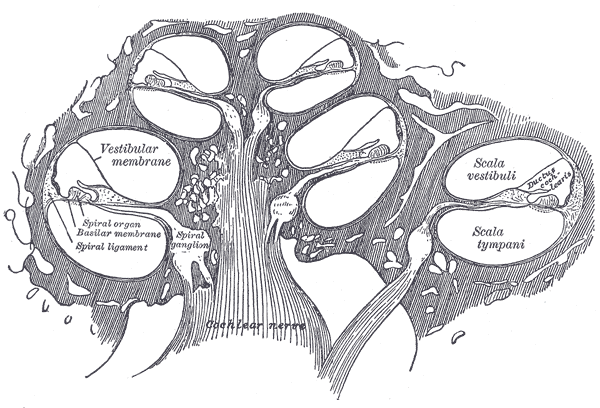
Ślimak. Schody przedsionka podpisane Scala vestibuli

Schody przedsionka (łac. scala vestibuli) – w anatomii człowieka jedna z trzech przestrzeni (obok schodów bębenka i przewodu ślimakowego, inaczej schodów środkowych) zawartych w ślimaku (ucho wewnętrzne). Wypełniona jest przychłonką.
Ograniczenia:
- kostna ściana błędnika – górne i przyśrodkowe względem wrzecionka
- blaszka spiralna kostna (lamina spiralis ossea) – dolne przyśrodkowe
- ściana przedsionkowa przewodu ślimakowego (paries vestibularis ductus cochelaris) – dolnoboczne